# Liczby czworacze
Liczby czworacze – liczby pierwsze mające postać:
{\displaystyle p,\ p+2,\ p+6,\ p+8.}
Na czwórkę liczb czworaczych składają się dwie pary liczb bliźniaczych w najbliższym możliwym sąsiedztwie. Jest to najbliższe możliwe sąsiedztwo czterech liczb pierwszych większych od 3. Nie istnieją cztery liczby pierwsze postaci {\displaystyle p,\ p+2,\ p+4,\ p+6,} ponieważ co najmniej jedna z takiej czwórki liczb jest podzielna przez 3, co oznacza, dla {\displaystyle p>3}, że nie jest ona liczbą pierwszą (pozostałe przypadki {\displaystyle p=2} i {\displaystyle p=3} łatwo zweryfikować bezpośrednim rachunkiem). 
Z wyjątkiem czwórki {\displaystyle 5,7,11,13,} wszystkie liczby czworacze są postaci {\displaystyle 30n+11,\ 30n+13,\ 30n+17,\ 30n+19,} gdzie {\displaystyle n\in \{0,1,2,3,\ldots \},} co wynika z niepodzielności liczb pierwszych większych od 5 przez 2, 3 i 5. Łatwo zauważyć, że ostatnimi cyframi takich liczb czworaczych są odpowiednio: 1, 3, 7 i 9.
Oto wszystkie czwórki liczb czworaczych mniejsze od 200000:
- 5,7,11,13
- 11,13,17,19
- 101,103,107,109
- 191,193,197,199
- 821,823,827,829
- 1481,1483,1487,1489
- 1871,1873,1877,1879
- 2081, 2083, 2087, 2089
- 3251, 3253, 3257, 3259
- 3461, 3463, 3467, 3469
- 5651, 5653, 5657, 5659
- 9431, 9433, 9437, 9439
- 13001, 13003, 13007, 13009
- 15641, 15643, 15647, 15649
- 15731, 15733, 15737, 15739
- 16061, 16063, 16067, 16069
- 18041, 18043, 18047, 18049
- 18911, 18913, 18917, 18919
- 19421, 19423, 19427, 19429
- 21011, 21013, 21017, 21019
- 22271, 22273, 22277, 22279
- 25301, 25303, 25307, 25309
- 31721, 31723, 31727, 31729
- 34841, 34843, 34847, 34849
- 43781, 43783, 43787, 43789
- 51341, 51343, 51347, 51349
- 55331, 55333, 55337, 55339
- 62981, 62983, 62987, 62989
- 67211, 67213, 67217, 67219
- 69491, 69493, 69497, 69499
- 72221, 72223, 72227, 72229
- 77261, 77263, 77267, 77269
- 79691, 79693, 79697, 79699
- 81041, 81043, 81047, 81049
- 82721, 82723, 82727, 82729
- 88811, 88813, 88817, 88819
- 97841, 97483, 97487, 97489
- 99131, 99133, 99137, 99139
- 101111, 101113, 101117, 101119
- 109841, 109843, 109847, 109849
- 116531, 116533, 116537, 116539
- 119291, 119293, 119297, 119299
- 122201, 122203, 122207, 122209
- 135461, 135463, 135467, 135469
- 144161, 144163, 144167, 144169
- 157271, 157273, 157277, 157279
- 165701, 165703, 165707, 165709
- 166841, 166843, 166847, 166849
- 171161, 171163, 171167, 171169
- 187631, 187633, 187637, 187639
- 194861, 194863, 194867, 194869
- 195731, 195733, 195737, 195739